# Cynanchum decaryi
Cynanchum decaryi là một loài thực vật có hoa trong họ La bố ma. Loài này được Choux mô tả khoa học đầu tiên năm 1925.